# Jewish News One
Jewish News One (JN1) являлся первым международным новостным телеканалом, ориентированным на еврейские новости. Вещание велось 24 часа в сутки на шести языках. Стартовал 21 сентября 2011 года в Брюсселе (Бельгия). 23 апреля 2014 года телеканал прекратил вещание.

## Коротко о JN1
- Содержание: Мировые новости, новости, касающиеся еврейской жизни
- Формат: видеоновости 24 часа в сутки
- Языки: (английский, арабский, испанский, русский, французский, украинский)
- Год основания: 2011
- Штаб-квартира: Брюссель (Бельгия), Киев (Украина)
- Корпункты: Тель-Авив, Иерусалим, Рамалла, Дубай, Стамбул, Касабланка, Берлин, Франкфурт, Париж, Брюссель, Мадрид, Лондон, Нью-Йорк, Вашингтон, Майами, Лос-Анджелес, Сан-Франциско, Чикаго, Торонто, Буэнос-Айрес и др…
- Где можно посмотреть: JN1 транслируется со спутников (сигнал покрывает всю Евразию / Северную Америку), по кабельным сетям и в Интернете.

В дополнение к тому, что JN1 является передовым новостным каналом, его медиа-присутствие сильно и в Интернет-пространстве. Официальный сайт телеканала доступен на всех шести языках. Каждый желающий может не только посмотреть новости в режиме реального времени, но и воспользоваться архивом новостей. Причем сделать это не составит большого труда.
Лидирующие позиции JN1 занимает также и в социальных сетях. Так, в прошлом году канал JN1 на видеосервисе YouTube просмотрели более двенадцати миллионов раз, тысячи оставили «лайки» на официальных страницах JN1 на Facebook и в сети микроблогов Twitter.

## Заявление Вадима Рабиновича Генеральному прокурору Украины
18 января 2013 года Вадим Рабинович — президент Всеукраинского еврейского конгресса, сопредседатель Европейского еврейского парламента (EJP), владелец Первого еврейского международного новостийного телеканала Jewish News One (JN1) — обратился с заявлением к Генеральному прокурору Украины Виктору Пшонке.
В заявлении Рабинович утверждал, что 17 января к нему прибыл высокопоставленный чиновник нынешней власти и, угрожая преследованиями — вплоть до физической расправы, — потребовал передать в течение недели телевизионный канал JN1 в распоряжение властей.

## Цели
JN1 стремится познакомить зрителей со всех уголков планеты с еврейским взглядом на события, происходящие в мире, а также пролить свет на события, представляющие особый интерес для еврейских общин разных стран.
В современном глобализированном мире необходимость диалога как никогда актуальна. Мы верим в то, что JN1 сможет поспособствовать развитию этого диалога и выведению его на международный уровень.

## Эксклюзив JN1
JN1 специализируется на эксклюзивных интервью с политиками самого высокого ранга. Среди таковых были: 
- президент Черногории Филип Вуянович,
- министр иностранных дел Израиля Авигдор Либерман,
- посол Израиля в ООН Рон Просор,
- лидер ультраправой партии Франции «Национальный фронт» Марин Ле Пен,
- национальный директор Антидиффамационной лиги Барри Кертис-Лушер,
- экс-президент Украины Виктор Ющенко,
- генеральный консул Израиля в Нью-Йорке Идо Ахарони (недоступная ссылка)
- сенатор США от Республиканской партии Джон Бузман.

Кроме того, эксклюзивное интервью JN1 дали отец всемирно известной певицы Эми Уайнхаус — Митч, и победительница конкурса «Мисс Израиль-2013 года» Йетаиш Эйнау.

## Организация
Телеканал имеет свои бюро в Брюсселе, Тель-Авиве, Киеве и ряде европейских столиц.
- Генеральный продюсер — Питер Дикинсон (Peter Dickinson)
- Генеральный директор — Валентина Мала (Valentyna Mala)
- Глава бюро в Брюсселе — Александр Занзер (Alexander Zanzer)

## Корпункты
JN1 — это глобальные мировые новости, а также новости, касающиеся еврейской жизни. Вещание канала ведется 24 часа в сутки на английском, арабском, испанском, русском, украинском и французском языках.
Штаб-квартира JN1 находится в Брюсселе (Бельгия) и Киеве (Украина).
Корпункты находятся в Тель-Авиве, Иерусалиме, Рамалле, Дубае, Стамбуле, Касабланке, Берлине, Франкфурте, Париже, Брюсселе, Мадриде, Лондоне, Нью-Йорке, Вашингтоне, Майами, Лос-Анджелесе, Сан-Франциско, Чикаго, Торонто, Буэнос-Айресе и др.

## Спутниковое вещание
С 21 сентября 2011 года телеканал начал покрывать сигналом всю территорию Европы, Америки, Ближнего Востока, а также России — до Зауралья. Это стало возможным, благодаря договоренностям, достигнутым со спутниками Astra 4A, HotBird и Galaxy 19.
| Astra 4A | Hot Bird 6 | Galaxy 19 |
| --- | --- | --- |
| Орбитальная позиция: 4.8E Транспондер: B3 Частота: 11766 MHz Поляризация: H (Горизонтальная) Скорость потока (SR): 27500 FEC: 3/4 DVB-S | Орбитальная позиция: 13E Транспондер: 126 Частота: 11 034 MHz Поляризация: V (Вертикальная) Скорость потока (SR): 27500 FEC: 3/4 DVB-S | Орбитальная позиция: 97W Транспондер: 19 Частота: 12053 MHz Поляризация: V (Вертикальная) Скорость потока (SR): 22000м FEC: 3/4 DVB-S |

## Американская кабельная сеть JLTV
В марте 2013 года JN1 начал трансляции по американской кабельной сети JLTV, где ежедневно можно видеть четыре часовых блока новостей JN1. Выпуски новостей JN1 вошли в число самых популярных программ JLTV в марте, собрав вдвое больше зрителей, чем когда-либо до этого собирали самые популярные программы сети JLTV.
Так, согласно данным агентства Kantar, в марте на трансляцию программ JN1 в сети JLTV в общей сложности были настроены около 750 тысяч индивидуальных точек доступа по сравнению с 400-тысячным максимумом, зафиксированным в предыдущие месяцы.
Благодаря экспериментальному вещанию на JLTV, в прайм-тайм информпродукт JN1 увеличил рейтинг своей зрительской аудитории на 3 % (то есть аудитория программ JN1 в США, просматриваемых через канал JLTV, составила более полутора миллиона человек).
При этом наблюдается постоянный рост количества тех, кто смотрит JN1 через сеть JLTV в течение всего дня (плюс 5 %), а на Западном побережье число тех, кто смотрит телеканал в прайм-тайм и в более поздние вечерние часы (плюс 8 %).

## Популярность канала
Анализ данных показал, что за июнь 2013 года JN1 на YouTube просмотрели 1 161 791 человек. Это означает, что канал попадает в «тройку» лидеров. На первом месте Euronews — его просмотрели 2 413 608 человек. На втором месте Press TV с 1 498 159 просмотров, на третьем — JN1 с 1 161 791 просмотров. Затем идут Deutsche Welle (English) — 556 511, France 24 (English) — 462 769 и CNN International — 216 435 просмотров соответственно.

## Прекращение вещания
Телеканал еврейских новостей Jewish News One прекратил трансляцию 23 апреля 2014 года. Вадим Рабинович заявил, что продал канал уже давно, «еще до украинских событий». Рабинович указал, что телевидение для него оказалось делом не прибыльным. И потому он продал канал народному депутату от Партии регионов Евгению Мураеву.